# Paranarthrura vitjazi
Paranarthrura vitjazi är en kräftdjursart som beskrevs av Kudinova-pasternak 1968. Paranarthrura vitjazi ingår i släktet Paranarthrura och familjen Agathotanaidae. Inga underarter finns listade i Catalogue of Life.